# Josep Tremoleda i Roca

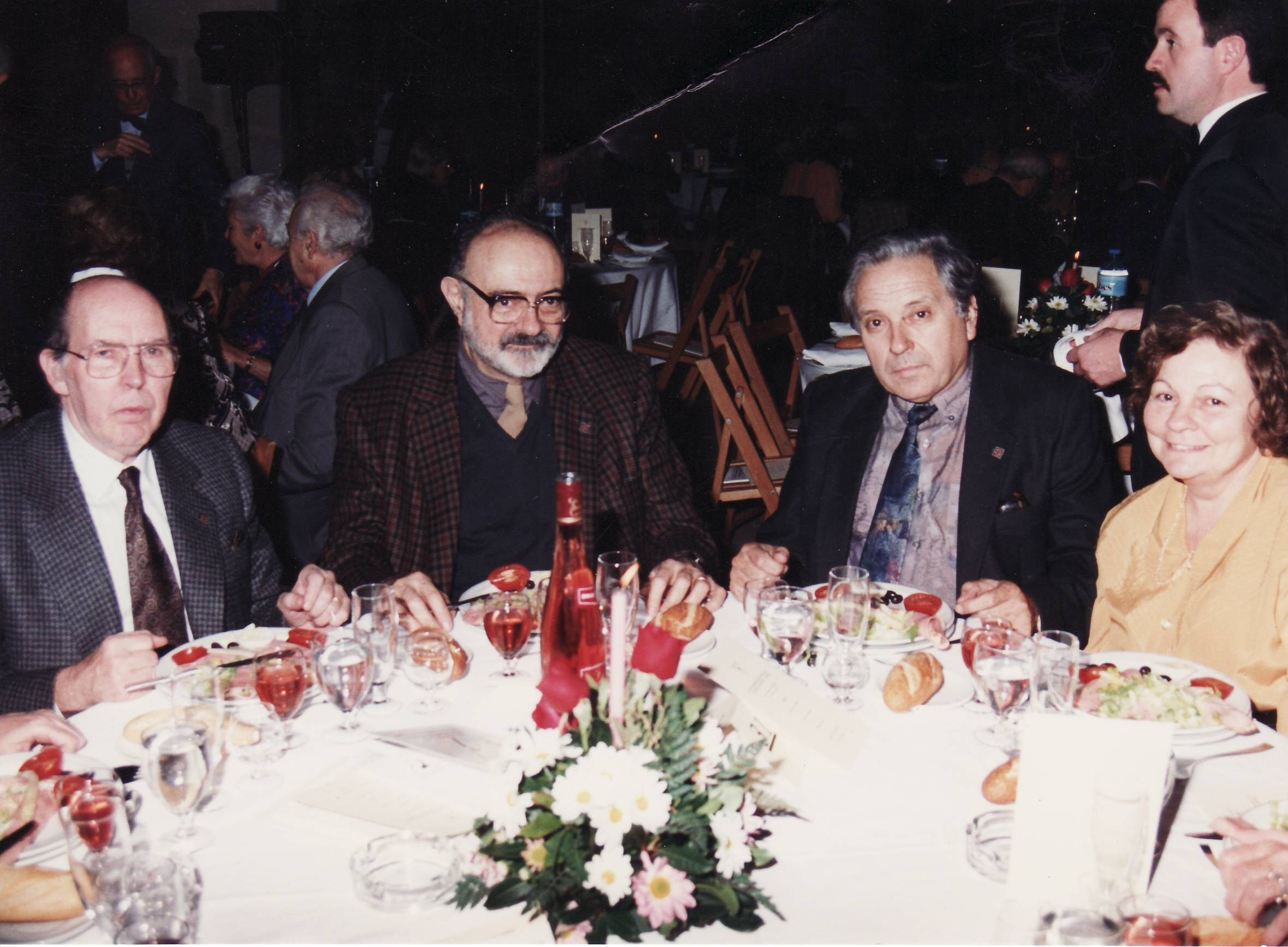
D'esquerra a dreta: Joan Triadú, Jordi Sarsanedas, Josep Tremoleda i Anna Maria Pàmies durant un sopar homenatge a Ramon Aramon i Serra (1993, Drassanes de Barcelona)

Josep Tremoleda i Roca (Barcelona, 5 de novembre de 1932 - 11 de març de 1999) fou un escriptor i promotor cultural català, un dels principals fundadors de la revista Cavall Fort. Impulsà la publicació de gramàtiques catalanes i cicles de teatre infantil.

## Biografia
Fill de Joan Tremoleda i Casals nascut a Figueres (1902-1985) i de Isabel Roca i Adroher nascuda a Santa Coloma de Farners (1904-1986). Nat a Vallvidrera l'any 1932 i criat a Sarrià, Josep Tremoleda és d'aquells homes que ha plantat cara a la por que generava la postguerra franquista. «El meu partit és Catalunya, -deia ell- el meu deure i el meu dret treballar per reconstruir allò que ens pertany i ens han volgut aniquilar». Picapedrer de cultura, com molts l'han catalogat, no va deixar mai de treballar pel seu país.
A finals dels anys 50 va començar a organitzar cursos de català clandestins a Lleida mentre feia el servei militar. Després a Barcelona sota el títol Vint classes de català per a perdre la por...a llegir i escriure. En Joan Triadú, gran amic, els va ajudar a coordinar i a vegades no donaven l'abast a trobar prou mestres de tants cursos com s'havien muntat. En foren deixebles entre molts: Miquel Martí i Pol o Josep Maria Xirinacs. Més tard i per tal d'arribar a comarques, els cursos es feren també per correspondència. L'objectiu era formar mestres de català arreu del país.
Quedava pendent de solucionar l'aspecte de les titulacions que fins aleshores no eren oficials. L'endemà de crear-se Òmnium Cultural el 1961, es van reunir al pis de Josep Maria de Sagarra en Josep Maria de Casacuberta, Ramon Aramon i Serra, Pere Bohigas, J.V. Foix, Joan Triadú, Eduard Artells i Josep Tremoleda. Van acordar constituir la Junta Assessora de l'Institut d'Estudis Catalans (JAEC) que s'encarregaria de lliurar les titulacions oficials.
El 1960 guanyà el Premi Ramon Llull als Jocs Florals organitzats a Buenos Aires amb l'obra Visió històrica dels països de llengua catalana que va presentar amb els segells de la censura franquista quan li prohibiren publicar-la a Catalunya.
El 1961 va ser un dels principals fundadors la revista Cavall Fort, de la qual seria el director fins al 1979, amb l'objectiu que el català arribés als més petits de manera normalitzada. Cavall Fort fou una obra col·lectiva i sense afany de lucre. No ha estat fins anys després que se n'ha fet un negoci en contra de la voluntat dels seus veritables fundadors. Hi van participar persones com Ramon Fuster, Pere Albages, Maria Novell o Jaume Ciurana i es van aconseguir la col·laboració puntual de gent com Joan Miró, Cesc, Pere Calders o d'Antoni Tàpies. Va introduir personatges tan entranyables com en Jan i Trencapins o els Barrufets –qui no ha barrufat alguna vegada?- i sempre es van preocupar per la qualitat pedagògica de la revista.
Inicià amb Martí Olaya, poc després, els Cicles de teatre Infantil Cavall Fort que tant d'èxit varen tenir. Ell mateix en va escriure mitja dotzena d'obres, premiades i estrenades, com Dos Branquillons a guisa de violí, Ha fugit un cavall o Planta Cara!, aquesta última editada i traduïda també al castellà.
Promotor de la gramàtica Signe i del Faristol que tantes escoles han fet servir com a eina de treball amb els alumnes.
Coautor dels llibres Qüestions de filosofia o Cavall Fort, una experiència concreta (1967). Autor de centenars d'articles publicats en diverses revistes i del llibre Ausiàs March, glòria de València.
Un dels impulsors de la Nova Cançó, va traduir cançons de moda al català i fins i tot va escriure'n la lletra d'alguna, com la que va guanyar el Festival de Música Mediterrània Mallorca feliç encara i que tan bé va interpretar Salvador Escamilla.
Membre vitalici d'Òmnium Cultural que en formà part des de l'any 1961 i treballador incansable dins la Fundació Jaume I junt amb Lluís Carulla.
Intervingué de forma activa en la campanya de divulgació de la col·lecció Club dels novel·listes publicada per l'editorial que havia creat Joan Sales, gran amic i que el portà a tenir un lligam molt estret amb les illes.
Sovint col·laborava també amb Joan Ballester i el conjunt d'iniciatives que aquell actiu personatge llençava contínuament.
Promotor de la col·lecció de discs de sardanes Clàssics de la Sardana, considerava que la sardana no és un espectacle sinó una activitat que cal conservar viva i al carrer.
La seva feina, feta sempre sense afany de protagonisme i dins de l'anonimat, no va poder evitar d'ésser pública i reconeguda quan l'any 1992 se li va atorgar la Creu de Sant Jordi.
Bibliografia: Joaquim Ferrer, "Josep Tremoleda: plantar cara a la por", Editorial Pòrtic

## Documents

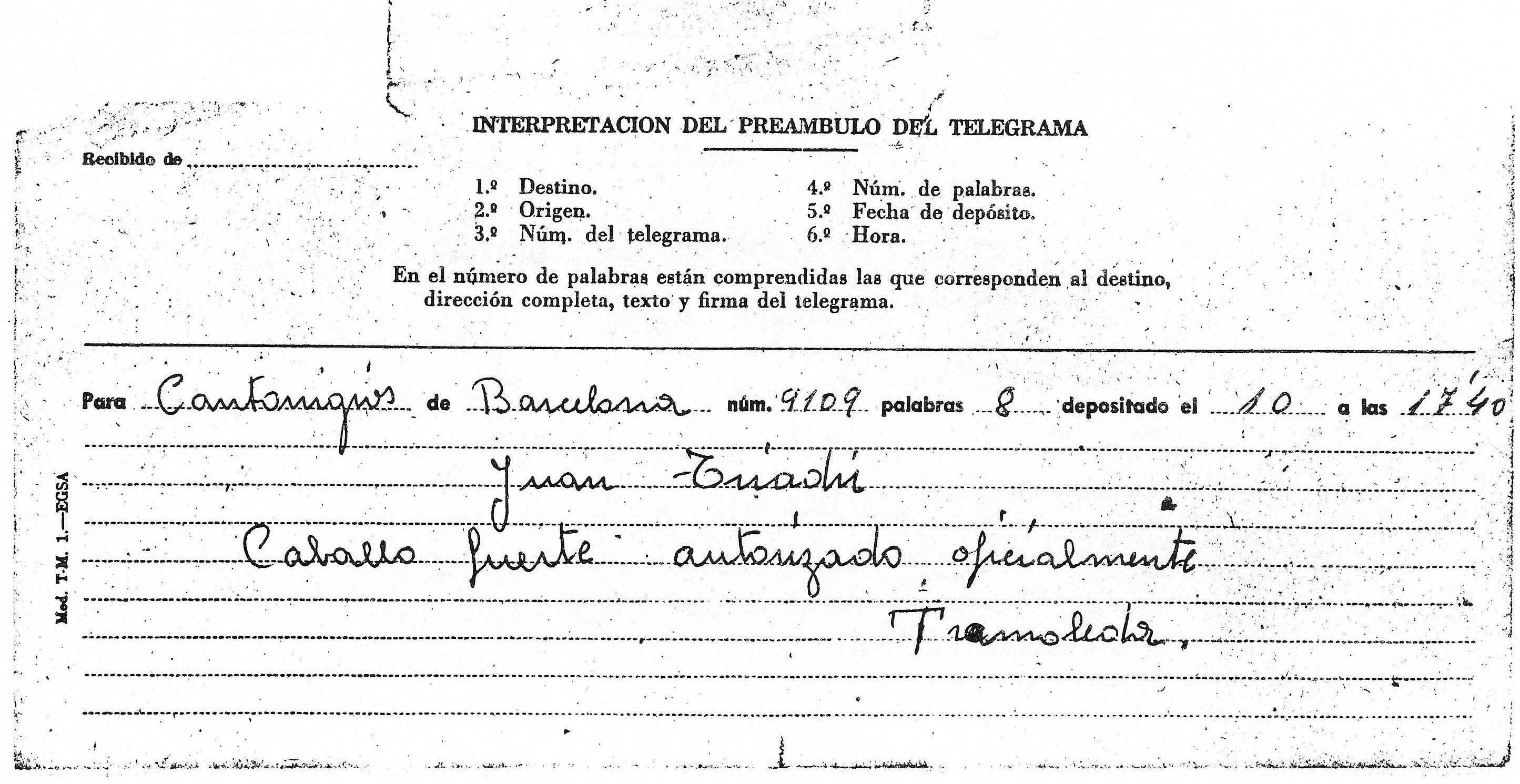
Telegrama enviat per Josep Tremoleda a Joan Triadú el dia que es va autoritzar oficialment la revista Cavall Fort
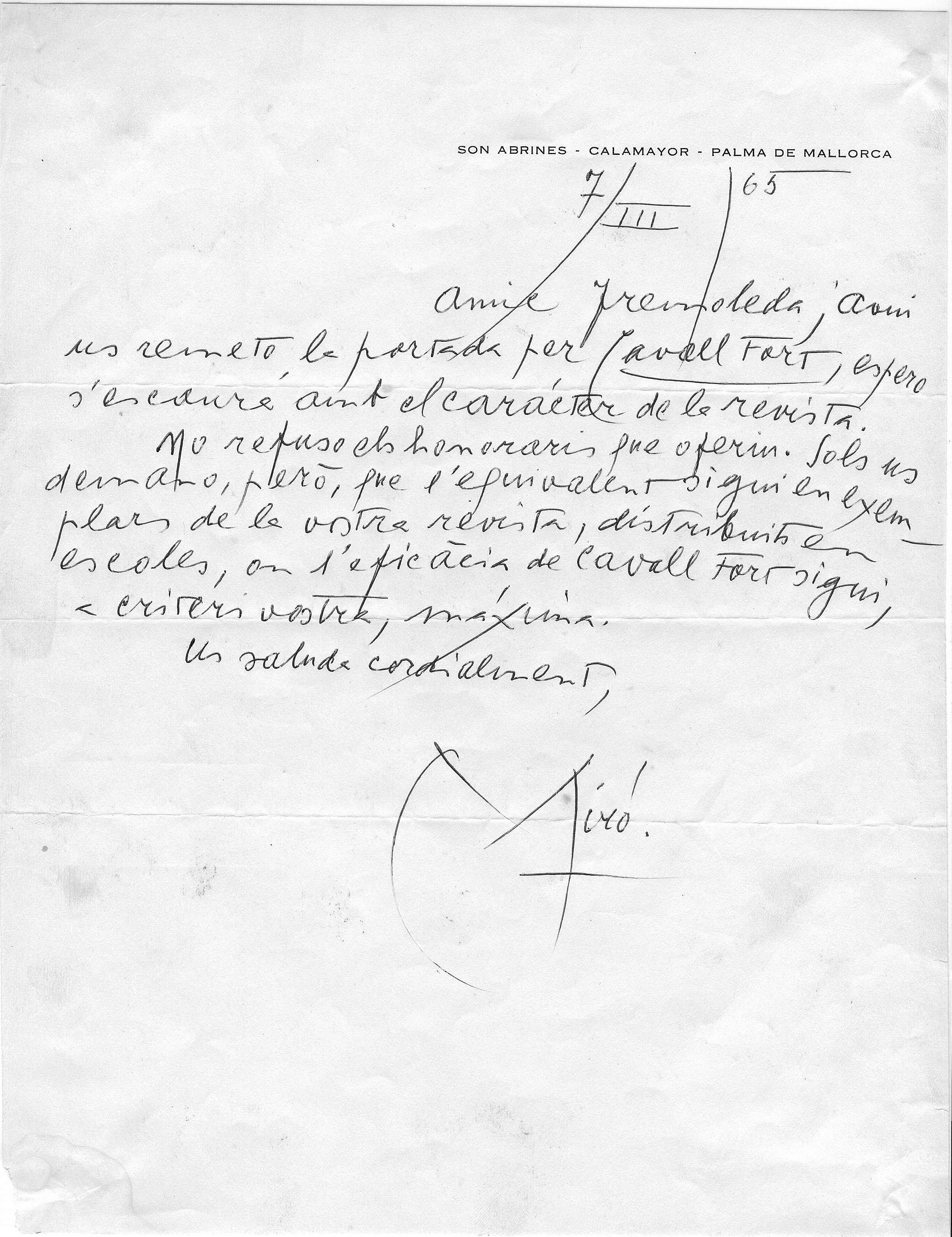
Carta de Joan Miró dirigida a Josep Tremoleda. Per descomptat Cavall Fort va seguir les instruccions del pintor i va regalar subscripcions per l'import del valor de la portada en lloc de pagar-li els honoraris.